# Witwangduif
De witwangduif (Leptotila megalura) is een vogel uit de familie Columbidae (duiven).

## Verspreiding en leefgebied
Deze soort komt voor in Bolivia en noordwestelijk Argentinië.